# Tripel Klok
Tripel Klok is een Belgisch biermerk. Het wordt gebrouwen door Brouwerij Boelens te Belsele, een deelgemeente van Sint-Niklaas.

## Achtergrond
Het bier wordt gebrouwen sinds 2009. Aanvankelijk heette het Waas Klok Bier Tripel. Oorspronkelijk stond op het etiket een meisje met een luit, voor de Sint-Andreas- en Ghislenuskerk van Belsele, van de hand van de Kortrijkse kunstenaar Steven Vervaecke. Later werd dit vervangen door een ander etiket.

## Het bier
Tripel Klok is een blonde tripel met een alcoholpercentage van 8,5%.

## Jezuwiet
In 2010 werd eenmalig Jezuwiet gemaakt: een tripel op basis van Tripel Klok en steranijs, met een alcoholpercentage van 8,5%.